# Patrimoni dell'umanità del Cile
I patrimoni dell'umanità del Cile sono i siti dichiarati dall'UNESCO come patrimonio dell'umanità in Cile, che è divenuto parte contraente della Convenzione sul patrimonio dell'umanità il 20 febbraio 1980.
Al 2022 i siti iscritti nella Lista dei patrimoni dell'umanità sono sette, mentre diciassette sono le candidature per nuove iscrizioni. Il primo sito iscritto nella lista è stato nel 1995 il Parco nazionale di Rapa Nui durante la diciannovesima sessione del comitato del patrimonio mondiale. Gli altri siti furono aggiunti nel 2000, 2003, 2005, 2006, 2014 e 2021. Tutti e sette i siti sono considerati culturali, secondo i criteri di selezione; uno è parte di un sito transnazionale.

## Siti del Patrimonio mondiale
| Foto | Sito                                                                                                   | Luogo                                                                   | Tipo                              | Anno | Descrizione |
| ---- | --- | ----------------------------------------------------------------------- | --------------------------------- | ---- | --- |
|      | Parco nazionale di Rapa Nui                                                                            | Isola di Pasqua                                                         | Culturale (715; i, iii, v)        | 1995 | Rapa Nui, il nome indigeno dell'Isola di Pasqua, testimonia un fenomeno culturale unico. Una civiltà di origine polinesiana che vi si stabilì intorno al 300 d.C. sviluppò una tradizione potente, fantasiosa e originale di scultura e architettura monumentale, libera da qualsiasi influenza esterna. Dal X al XVI secolo questa società costruì santuari ed eresse enormi figure di pietra conosciute come moai, che crearono un paesaggio culturale senza eguali che continua ad affascinare le persone in tutto il mondo. |
|      | Chiese di Chiloé                                                                                       | Castro, Chonchi, Dalcahue, Puqueldón, Quemchi, Quinchao                 | Culturale (971; ii, iii)          | 2000 | Le chiese di Chiloé rappresentano un esempio unico in America Latina di un'eccezionale forma di architettura ecclesiastica in legno. Rappresentano una tradizione iniziata dalla Missione Peripatetica dei Gesuiti nei secoli XVII e XVIII, continuata e arricchita dai francescani durante il XIX secolo e ancora perdurante oggi. Queste chiese incarnano la ricchezza immateriale dell'Arcipelago di Chiloé e testimoniano una riuscita fusione della cultura indigena ed europea, la piena integrazione della sua architettura nel paesaggio e nell'ambiente, nonché i valori spirituali delle comunità. |
|      | Quartiere storico della città portuale di Valparaíso                                                   | Valparaíso                                                              | Culturale (959; iii)              | 2003 | La città coloniale di Valparaíso presenta un eccellente esempio di sviluppo urbano e architettonico della fine del XIX secolo in America Latina. Nella sua cornice naturale ad anfiteatro, la città è caratterizzata da un tessuto urbano vernacolare adattato alle colline che sono punteggiate da una grande varietà di campanili. Contrasta con la disposizione geometrica utilizzata nella pianura. La città ha ben conservato le sue interessanti prime infrastrutture industriali, come i numerosi "ascensori" sui ripidi pendii. |
|      | Raffinerie di salnitro di Humberstone e Santa Laura                                                    | Pozo Almonte                                                            | Culturale (1178; ii, iii, iv)     | 2005 | Le febbriche di Humberstone e Santa Laura contengono oltre 200 ex-siti di raffinazione del salnitro in cui lavoratori provenienti da Cile, Perù e Bolivia vivevano in città aziendali e forgiarono una cultura distintiva "pampina" comune. Quella cultura si manifesta nella loro ricca lingua, creatività e solidarietà e, soprattutto, nella loro lotta pionieristica per la giustizia sociale, che ha avuto un profondo impatto sulla storia sociale. Situati nella remota pampa, uno dei deserti più aridi della Terra, migliaia di pampini hanno vissuto e lavorato in questo ambiente ostile per oltre 60 anni a partire dal 1880, per lavorare il più grande giacimento di salnitro del mondo, producendo il fertilizzante nitrato di sodio necessario per trasformare i terreni agricoli in Nord e Sudamerica e in Europa.                                                              |
|      | Città mineraria di Sewell                                                                              | Machalí                                                                 | Culturale (1214; ii)              | 2006 | Situata a 2000 m sulle Ande, in un ambiente caratterizzato da condizioni climatiche estreme, la città mineraria di Sewell fu costruita dalla Braden Copper Company nel 1905 per ospitare i lavoratori di quella che sarebbe diventata la più grande miniera di rame del mondo, El Teniente. È un esempio eccezionale delle città aziendali che sono nate in molte parti remote del mondo dalla fusione di manodopera e risorse locali di una nazione industrializzata, per estrarre e lavorare risorse naturali di alto valore. La città è stata costruita su un terreno troppo ripido per i veicoli a ruote attorno a una grande scalinata centrale che sale dalla stazione ferroviaria. Gli edifici che fiancheggiano le strade sono in legno, spesso dipinti in verde vivo, giallo, rosso e blu. Al suo apice Sewell contava 15 000 abitanti, ma fu in gran parte abbandonata negli anni '70. |
|      | Qhapaq Ñan, sistema stradale andino                                                                    | 34 siti (altri 103 sono in Argentina, Bolivia, Colombia, Ecuador, Perù) | Culturale (1459; ii, iii, iv, vi) | 2014 | Questo sito è una vasta rete di strade per le comunicazioni, il commercio e la difesa che coprono 30 000 km. Costruita dagli Inca nel corso di diversi secoli e in parte basata su infrastrutture preincaiche, questa straordinaria rete attraverso uno dei terreni geografici più estremi del mondo collegava le cime innevate delle Ande (a un'altitudine di oltre 6 000 m) alla costa, attraversando calde foreste pluviali, fertili vallate e deserti. Raggiunse la sua massima espansione nel XV secolo. Il Qhapaq Ñan comprende 137 componenti distribuiti su oltre 6 000 km che sono stati selezionati per evidenziare i risultati sociali, politici, architettonici e ingegneristici della rete, insieme alle relative infrastrutture per il commercio, l'alloggio e lo stoccaggio, nonché siti di importanza religiosa.                                                                 |
|      | Insediamento e mummificazione artificiale della cultura Chinchorro nella regione di Arica e Parinacota | Arica, Camarones                                                        | Culturale (1634; iii, v)          | 2021 | Il sito è costituito da tre componenti: Faldeo Norte del Morro de Arica, Colón 10, entrambi nella città di Arica, e Desembocadura de Camarones, in un ambiente rurale circa 100 km più a sud. Insieme testimoniano una cultura di cacciatori-raccoglitori marini che risiedevano nell'arida e ostile costa settentrionale del deserto di Atacama, dal 5450 a.C. circa all'890 a.C. Il sito presenta la più antica testimonianza archeologica conosciuta della mummificazione artificiale di corpi con cimiteri che contengono sia corpi mummificati artificialmente sia alcuni che sono stati conservati a causa delle condizioni ambientali. |

## Siti candidati
| Foto | Sito                                                                         | Luogo                                                                      | Tipo                                 | Anno       | Descrizione |
| ---- | ---------------------------------------------------------------------------- | -------------------------------------------------------------------------- | ------------------------------------ | ---------- | --- |
|      | Parco nazionale dell'Arcipelago Juan Fernández                               | Juan Fernández                                                             | Naturale (84; x)                     | 30/03/1994 | Il Parco nazionale dell'Arcipielago Juan Fernández è un'area protetta che copre il 95% della superficie terrestre di un gruppo di isole oceaniche che rappresentano le cime vulcaniche emergenti di una catena di punti caldi, formata nel mezzo della placca di Nazca. Da un punto di vista biologico, le isole hanno un'alta percentuale di specie endemiche di flora e fauna, che formano una combinazione unica di origini di specie: alcuni sono legati all'America tropicale, altri hanno affinità antartiche e altri ancora sono legati all'Asia e all'Australasia. Inoltre il lungo isolamento ha generato endemismi non solo a livello di specie, ma anche a livelli tassonomici superiori, tra cui un ordine monotipico, Lactoridales, molto importante in quanto unico anello vivente per lo studio dell'evoluzione degli ordini affini.                                                                                   |
|      | Parchi nazionali Torres del Paine e Bernardo O'Higgins, Regione di Magellano | O'Higgins, Puerto Natales, Torres del Paine, Tortel                        | Naturale (85)                        | 30/03/1994 | I parchi nazionali Torres del Paine e Bernardo O'Higgins comprendono oltre il 90% del campo di ghiaccio della Patagonia meridionale; il resto, oltre il confine con l'Argentina, è compreso all'interno del Parco nazionale Los Glaciares. L'area del sito proposto è di 37 073 km². Oltre al campo di ghiaccio che segue la catena principale delle Ande per circa 350 km in direzione nord-sud, il sito comprende catene periferiche come il Massiccio del Paine, ben noto come area panoramica e come meta impegnativa per l'alpinismo. A ovest, il sito si estende nelle acque aperte dell'Oceano Pacifico attraverso un dedalo di fiordi e isole, che mostrano diversi esempi e fasi di azione glaciale e successione di ecosistemi periglaciali. |
|      | Chiese dell'Altiplano                                                        | Regione di Antofagasta, Regione di Arica e Parinacota, Regione di Tarapacá | Culturale (1187; ii, iii, v)         | 01/09/1998 | Durante la Colonia, l'area di Tarapacá fu teatro di un processo culturale piuttosto complesso, che richiamò il contributo dei popoli Quechua, Tiahuanaco, Inca e Aymara, che sfociò in una sorta di "crogiolo" etnico e culturale. Il riflesso più tangibile dell'incontro tra il mondo spagnolo e quello di Tarapacá sono le numerose cappelle e chiese costruite all'epoca. Il gruppo è composto da almeno cinquanta chiese. Simili nella forma e costruite seguendo la stessa rudimentale tecnica costruttiva a base di pietra e adobe, fango e paglia selvatica (coiron) e il peculiare legno locale, queste chiese presentano alcune differenze derivanti dalle caratteristiche geografiche, produttive e sociali di ciascun luogo. Costituiscono però chiaramente un gruppo, e del tutto rappresentativo, di un'architettura spontanea, di origine popolare e non professionale, che ha mantenuto la sua continuità per secoli. |
|      | Via Baquedano                                                                | Iquique                                                                    | Culturale (1189; ii, v)              | 01/09/1998 | Gli edifici di via Baquedano e, in generale, tutti quelli che sono stati costruiti seguendo l'architettura tradizionale della città di Iquique, corrispondono a magazzini o a case di immigrati che hanno accumulato fortune grazie allo sfruttamento del nitrato. Gli edifici sono di una tipologia che può essere caratterizzata da tre elementi: il materiale di costruzione è il pino dell'Oregon (che doveva essere importato da zone remote), il metodo costruttivo è quello della semplice intelaiatura o Balloon Frame, e il loro stile architettonico è quello "americano" o alcuni dei suoi derivati (georgiana, Greek Revival, Adam). |
|      | San Pedro de Atacama                                                         | San Pedro de Atacama                                                       | Culturale (1191; ii, iii, v)         | 01/09/1998 | Sono sopravvissuti il modello urbano e l'architettura ispanici di San Pedro de Atacama, che combinano il contributo spagnolo e le tecniche indigene. Il punto di riferimento principale è la chiesa locale, costruita all'inizio del XVIII secolo, dopo la distruzione di quella più antica. Intorno alla città di San Pedro, ci sono 12 ayllu, unità territoriali, produttive e sociali, tipiche del modo tradizionale di organizzazione del popolo Atacama. |
|      | Ayquina e Toconce                                                            | Calama                                                                     | Culturale (1192; ii, iii, iv, v, vi) | 01/09/1998 | I villaggi candidati si trovano in un'area di tradizionale insediamento andino caratterizzata da piccole città e villaggi con un'economia basata su forti legami di reciprocità e scambio. Questa economia agro-pastorale si basa sul tradizionale allevamento di camelidi e sulla coltivazione di una grande varietà di ortaggi in terrazzamenti. L'importanza di Ayquina sta nel fatto che per i festeggiamenti in onore della sua patrona, la Vergine di Guadalupe, l'8 ottobre il paese diventa una "Città Sacra", riunendo gran parte delle comunità della zona e delle regioni limitrofe. Toconce è associata a importanti siti archeologici, che testimoniano la presenza e la continuità della cultura del popolo andino; è una comunità altamente tradizionale per quanto riguarda la sua economia, architettura e artigianato.                                                                                              |
|      | Santuario alto di Cerro El Plomo                                             | Lo Barnechea, San José de Maipo                                            | Culturale (1194; ii, iii, vi)        | 01/09/1998 | Alpinisti, mulattieri e cercatori di minerali trovarono tracce della presenza Inca sul Cerro El Plomo, che portarono finalmente, nel 1954, alla scoperta di questo Santuario e del corpo che ospitava. Il ritrovamento fu entusiasmante per i professionisti dell'epoca: il corpo congelato del bambino conservava le sue impronte digitali; i suoi resti e il ricco corredo erano intatti. L'alto Santuario di Cerro El Plomo è il risultato del culto delle montagne (elemento fondamentale della concezione Inca del mondo), che è strettamente associato al culto della fertilità. |
|      | Palacio de La Moneda                                                         | Santiago del Cile                                                          | Culturale (1195; ii, iii, iv, v)     | 01/09/1998 | Nel 1805, pur mancando qualche rifinitura e dopo oltre vent'anni di costruzione, il governatore Luis Muhoz de Guzman aprì formalmente la Real Casa de Moneda di Santiago del Cile, considerata da alcuni specialisti l'edificio civile migliore e più armonioso dell'America coloniale. Di puro stile neoclassico e con influenze doriche romane, l'edificio è un volume orizzontale che trasmette forza e stabilità grazie alla sua composizione rettilinea. La sua facciata principale si affaccia su via Moneda, e i suoi ambienti - riccamente ma sobriamente arredati - sono distribuiti lungo gli assi trasversali e longitudinali formando diversi patii, fonti di luce e quiete. |
|      | Chiesa e convento di San Francesco                                           | Santiago del Cile                                                          | Culturale (1196; ii, iv)             | 01/09/1998 | La Chiesa e il Convento di San Francesco hanno avuto origine dall'Ermita del Socorro, un piccolo eremo costruito per ospitare l'immagine della Vergine omonima, portata nel paese dal conquistatore spagnolo e fondatore di Santiago, Pedro de Valdivia. La chiesa e il convento di San Francesco sono gli edifici coloniali più antichi del Cile: sono un compendio del lavoro e della creatività di autoctoni, meticci ed europei, fondendo aspetti sia coloniali che repubblicani. Sono un rifugio per il passante, che all'interno della chiesa e dei chiostri può lasciare da parte il trambusto urbano ed entrare in contatto con uno stile di vita appartato, riflessivo e spirituale. |
|      | Case dell'hacienda San José del Carmen di El Huique                          | Palmilla                                                                   | Culturale (1198; ii, iii, v)         | 01/09/1998 | L'Hacienda San José del Carmen di El Huique ha origine nella tenuta di campagna Larmague, costruita all'inizio del XVII secolo dal conquistatore Juan de Quiroga grazie a premi e concessioni fondiarie. Alla metà del XVIII secolo il feudo passò nelle mani della famiglia Echenique e, alla fine dello stesso secolo, avvenne la prima divisione della proprietà tra due membri del clan. Le case dell'Hacienda di El Huique riflettono fedelmente lo stile di vita tradizionale della campagna cilena, basato sull'hacienda. Sono anche uno straordinario esempio di agricoltura rurale all'inizio della Repubblica. |
|      | Viadotto del Malleco                                                         | Collipulli                                                                 | Culturale (1199; i, iv)              | 01/09/1998 | Il Viadotto del Malleco era a suo tempo considerato il ponte ferroviario più alto del mondo ed è una delle più grandi opere di ingegneria metallurgica del Cile. È stato costruito nell'ambito di un ambizioso programma statale di estensione della rete ferroviaria, che il presidente José Manuel Balmaceda ha ritenuto fondamentale per il futuro economico del Paese. L'opera faceva parte della costruzione della linea ferroviaria tra Angol e Traiguén, realizzata dallo Stato cileno attraverso una gara d'appalto pubblica. |
|      | Deposito delle locomotive della stazione ferroviaria di Temuco               | Temuco                                                                     | Culturale (1200; iv)                 | 01/09/1998 | Il deposito di Temuco era la base operativa delle locomotive a vapore prima che cessassero di operare nel paese. Occupa un'area di circa 19 ettari, un chilometro a nord della stazione ferroviaria di Temuco. Si tratta di un complesso ferroviario la cui componente essenziale è il deposito circolare coperto in cemento che dispone di 34 binari attorno a una piattaforma girevole lunga 27 metri in grado di far ruotare una locomotiva tipo 80, con tender, del peso di oltre 160 tonnellate. Vicino al deposito circolare si trovano un'officina di riparazione, gli uffici amministrativi, gli spogliatoi per il personale, un grande montacarichi per il caricamento del carburante nei tender delle locomotive, un deposito di carbone e un'officina per la riparazione delle carrozze. |
|      | Complesso difensivo di Valdivia                                              | Valdivia                                                                   | Culturale (1202; i, iii, iv)         | 01/09/1998 | Valdivia divenne, insieme a Callao, il più importante complesso difensivo della costa americana del Pacifico meridionale: entrambi sono esempi eccezionali della scuola ispano-americana delle fortificazioni. Il motivo di questo sforzo e le risorse investite in Valdivia derivano dalla necessità di difendere il Perù, colonia che insieme al Messico costituiva la principale fonte di ricchezza della Corona spagnola. Il complesso difensivo di Valdivia arrivò a contare 17 bastioni, tra installazioni di sorveglianza, castelli, rocche e batterie. Questo complesso eserciterà durante la Colonia un effetto deterrente assai efficace, poiché, di fatto, vanificherà le incursioni delle potenze rivali. |
|      | Arte rupestre della Patagonia                                                | Chile Chico, Provincia di Magallanes, Río Ibáñez                           | Culturale (1203; i, ii, iii)         | 01/09/1998 | Nei pressi del lago General Carrera, a est delle Ande meridionali, si trovano manifestazioni di arte rupestre che costituiscono il cosiddetto "Stile artistico patagonico", che è il più antico del Sudamerica. Le sue rappresentazioni più note sono quelle delle mani, le scene raffiguranti i guanachi e le greche che, sebbene mal conservate, arrivano fino ai margini della regione della pampa che si estende a nord dello stretto di Magellano. A causa dell'isolamento della Patagonia rispetto ai flussi culturali, le caratteristiche fondamentali dello stile sono rimaste inalterate per millenni. |
|      | Grotte Fell e Pali-Aike                                                      | Laguna Blanca, San Gregorio                                                | Culturale (1204; iii, iv)            | 01/09/1998 | Le testimonianze dei primi gruppi di cacciatori-raccoglitori "paleoindiani" dell'estremità meridionale dell'America (circa 11 000 anni fa), sono state rinvenute presso l'area del campo vulcanico di Pali-Aike, a ridosso dello stretto di Magellano. I siti più importanti sono la grotta Fell, la cui stratigrafia mostra le diverse fasi dell'evoluzione di questi gruppi, in particolare la loro tecnologia, e la grotta di Pali-Aike che, tra gli altri resti, ospita tre scheletri umani cremati, provando lo svolgimento di cerimonie funerarie e fornendo preziose informazioni sulle caratteristiche fisiche di queste persone. |
|      | Sito archeologico di Monte Verde                                             | Puerto Montt                                                               | Culturale (1873; iii, iv)            | 23/02/2004 | Il sito archeologico di Monte Verde si trova nella regione della foresta sub-antartica di conifere sempreverdi, nelle basse montagne del sud del Cile. Il sito mostra l'esistenza di un gruppo di persone che abitavano lungo le spiagge e i banchi di sabbia e ghiaia di un piccolo torrente circa 14 800 anni fa secondo le date rilevate dal carbonio 14. Dopo l'occupazione di questo sito, un rivestimento di torba formato da una palude ricopriva l'intero sito e consentiva la conservazione di questa impronta del passato umano. |
|      | Complesso minerario di Lota                                                  | Lota                                                                       | Culturale (6498; ii, iv)             | 11/01/2021 | Il complesso minerario di Lota mostra l'evoluzione di un'industria che è stata essenziale per uno sviluppo economico, sociale e culturale globale tra il XIX e il XX secolo. Attraverso questo patrimonio seriale è possibile interpretare storie che continuano a illustrare un'epoca che si basava sullo sfruttamento intensivo dei giacimenti carboniferi sottomarini con caratteristiche che rimandano direttamente alla Rivoluzione industriale, affermandosi come esempio significativo di questa modalità di progresso nella regione latinoamericana. Tale complesso è costituito da quattro componenti: la Centrale idroelettrica di Chivilingo, il Parco Isidora Cousiño, il Settore Chambeque e la miniera di Chiflón del Diablo. |